# Blekröd dvärgchampinjon
Blekröd dvärgchampinjon (Agaricus semotus) är en svampart som beskrevs av Fr. 1863. Blekröd dvärgchampinjon ingår i släktet champinjoner och familjen Agaricaceae.  Arten är reproducerande i Sverige. Inga underarter finns listade i Catalogue of Life.

## Källor

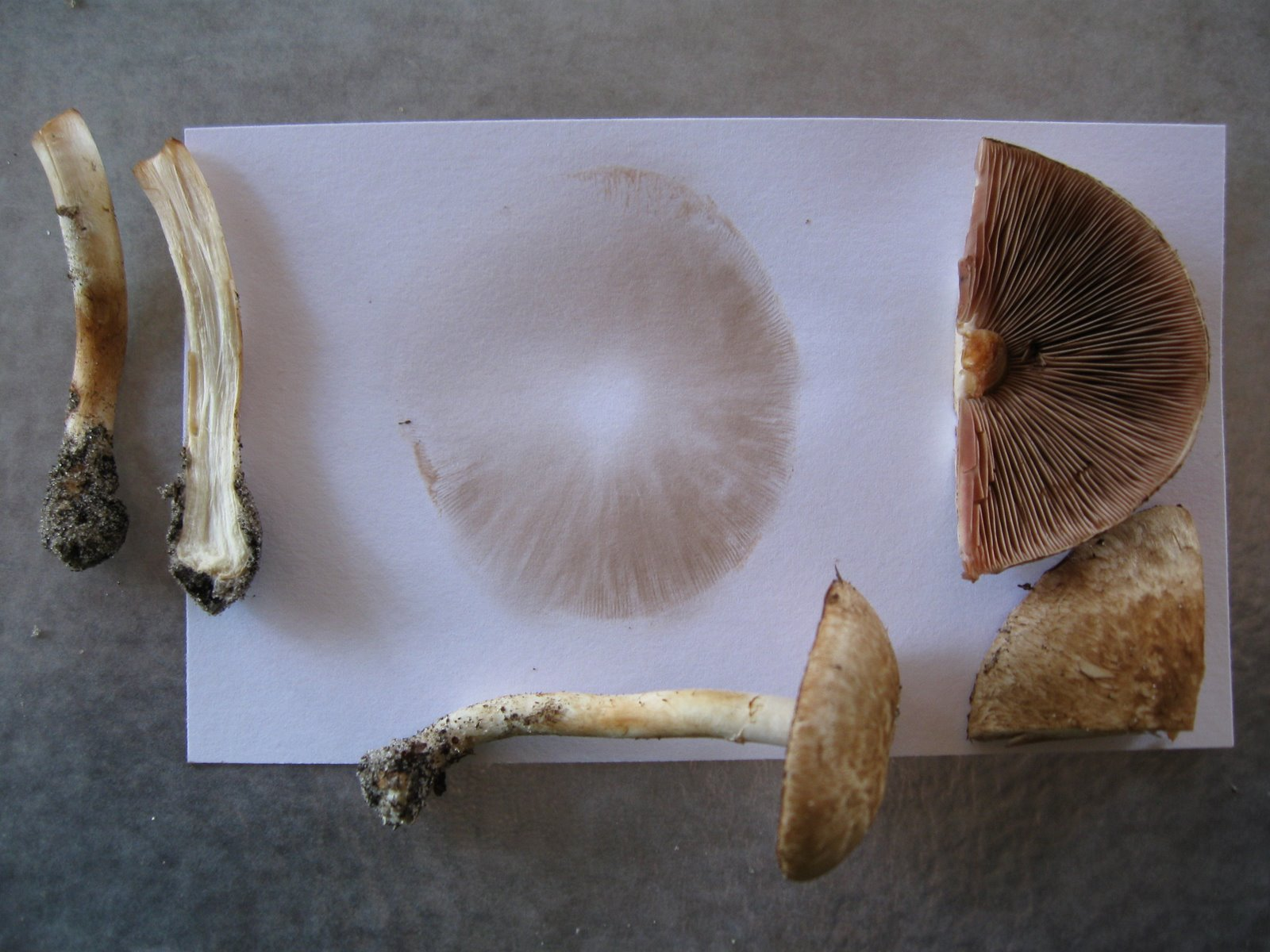